# Ortholixus
 Ortholíxus — підрід жуків роду Lixus родини Довгоносики (Curculionidae).

## Зовнішній вигляд
До цього роду відносяться види, довжина тіла яких знаходиться у межах 5–12 мм. Основні ознаки підроду : 
- передній край передньоспинки прямий, без лопатей за очима;
- очі не виступають з-за контурів голови;
- надкрила зверху і по боках без світлих смуг, вершини надкрил, кожна окремо, видовжені і загострені за вершиною черевця;
- кігтики лапок при основі зрослися.

Фотографії видів цього підроду див. на  .

## Спосіб життя
Типовий для роду Lixus. У вивчених у цьому відношенні видів (див., наприклад,) 
життєвий цикл пов'язаний із рослинами з родини Айстрові. Імаго живляться зеленими частинами рослин, яйця відкладають у стебла. Їжа личинок — тканини серцевини, заляльковування відбувається у камері з тонкими стінками, зимівля – поза кормовою рослиною.

## Географічне поширення
Ареал підроду охоплює весь Південь Палеарктики, тяжіючи до його західної частини. У цих широких межах деяким видам притаманний порівняно невеликий регіон. Три види цього підроду входять до фауни України (див. нижче).

## Класифікація
Наводимо перелік 18 видів цього підроду, що мешкають у Палеарктиці. Види української фауни позначені кольором:
- Lixus acicularis Germar, 1824 – Південь Європи (від Португалії до Болгарії), Північна Африка. Сирія
- Lixus amurensis Faust, 1887 – Східний Сибір, Китай, Далекий Схід
- Lixus angustus   (Herbst, 1795) – Південь Європи, Туреччина, Іран
- Lixus bituberculatus Smreczynski, 1968 – Болгарія, Угорщина
- Lixus cinerascens   Schönherr, 1832  - Південна Європа, Закавказзя, Близький Схід, Туреччина
- Lixus contractus Gemminger, 1871 – Північна Африка
- Lixus curtirostris Tournier, 1878 – Ірак, Азербайджан
- Lixus cunirostris Capiomont, 1875 – Португалія, Іспанія, Франція, Італія, Північна Африка, Туреччина, Близький Схід, Іран
- Lixus fitkienensis Voss, 1958 – Китай, Японія
- Lixus ibis Petri, 1904 – Сирія, Туреччина
- Lixus madaranus Kôno, 1929 – Японія, Тайвань
- Lixus mucronatus (Olivier, 1791) - Португалія, Іспанія, Франція, Італія, Північна Африка, Сирія
- Lixus puncticollis C. N. F. Brisout de Barneville, 1866 - Португалія, Іспанія
- Lixus rosenschoeldi Boheman, 1842 -  Португалія, Іспанія, Італія, Північна Африка, Близький Схід
- Lixus subcuspidatus Voss, 1932 - Китай
- Lixus tibialis Boheman, 1842 – Балкани, Угорщина, Словаччина, Польща, Алжир, Іран
- Lixus trivittatus Capiomont, 1875 - Португалія, Іспанія, Франція, Алжир
- Lixus vilis  (Rossi, 1790) – Південна Європа, Закавказзя, Туреччина, Іран, Афганістан, Близький Схід